# John Roe (Rugbyspieler)
John Roe (* 10. April 1977 in Brisbane) ist ein ehemaliger australischer Rugby-Union-Spieler. Er spielte auf der Position der Nummer Acht bei den Queensland Reds im internationalen Provinzwettbewerb Super 14 und war auch von 2005 bis 2007 Kapitän der Mannschaft. Er ging im Brisbane Boys’ College zur Schule. Des Weiteren hat er 2006 erfolgreich sein Medizinstudium beendet.

## Karriere
Er spielte sein erstes Spiel für Queensland im Jahr 1999. 2001 debütierte er in der Super 12 für die Queensland Reds in einem Spiel gegen die Hurricanes, einer neuseeländischen Provinzmannschaft aus Wellington. Insgesamt spielte er für seine Provinz in 82 Spielen des Wettbewerbs und erzielte dabei 85 Punkte (17 Versuche).
2003 spielte Roe sein erstes Länderspiel für das australische Nationalteam, die Wallabies, gegen Namibia während eines Gruppenspieles der Rugby-WM im eigenen Land.
Er absolvierte sein 50. Spiel für die Queensland Reds 2004 in einem Super-14-Spiel gegen die Crusaders. Vier Jahre später, im Jahr 2008, lief er gegen die Brumbies in seinem 100. Spiel für die Provinz auf. Außerdem wurde er in der Saison 2007 zum besten Spieler seiner Provinz gekürt.
Nach einer schweren Schulterverletzung beendete Roe 2008 seine Rugbykarriere im Alter von 31 Jahren.